# Ravenictis krausei
Ravenictis krausei — вимерлий вид хижих ссавців, що існував у ранньому палеоцені (66-63 млн років тому). Найдавніший відомий представник клади Carnivoramorpha. Викопні рештки тварини знайдено у відкладеннях формації Рейвенскраг в Канаді.

## Назва
Родова назва Ravenictis перекладається як «ласка з Рейвенскрага». Вид krausei названо на честь американського палеонтолога Девіда В. Крауса.

## Опис
Ravenictis krausei був дрібним наземним всеїдним ссавцем, схожим на сучасних норок і мангустів. Зуби за своєю будовою нагадували зуби видів з вимерлої родини Viverravidae.

## Філогенія
З моменту першого опису точне місце розташування роду Ravenictis було невідоме. Свого часу цей рід входив до вимерлого ряду Cimolesta, але в подальших дослідженнях цей рід був визнаний примітивним представником клади Carnivoramorpha . 
```
Carnivoramorpha

  |?- †
Aelurotherium

  |?- †
Eosictis

  |?- †
Elmensius

  |?- †
Intyrictis
 vanvaleni
 
  |?- †
Notoamphicyon

  |?- †
Ravenictis krausei

  |?- †
Vishnucyon

  `--+-- †
Miacoidea
 (парафілетична)
     `--+-- †
Viverravidae
 [Viverraroidea]
     `--+-- †
Miacidea
 (парафілетична)
        `--+-- †
Oodectes

           `--+-- †
Vulpavus

               `--+-- †
Miacis

                 `--+--+-- †
Tapocyon

                    |  `--+-- †
Miacis
 sylvestris

                    |     `-- †
Prohesperocyon
 wilsoni

                    `--+-- †
Quercygale
 angustidens

                       `-- †
Nimravidae
? 
                       `-- 
Хижі
 (Carnivora)
```